# Mutarazi
Mutarazi nebo také Mtarazi je vodopád v Zimbabwe. Nachází se v provincii Manicaland na východě země nedaleko hranice s Mosambikem. Je obklopen pohořím Eastern Highlands a jeho nadmořská výška je 1719 m. Z příkré skalní stěny zde stéká říčka Mutarazi, která je přítokem Pungwe. Pod vodopádem se nachází údolí Honde Valley známé díky plantážím čajovníku. 
Vodopád je tvořen dvěma stupni. Celková výška je uváděna jako 762 nebo 772 metrů – pokud je tento údaj správný, byl by Mutarazi druhým nejvyšším vodopádem v Africe po Tugele a patřil by mezi dvacet nejvyšších na světě. Stránky World Waterfall Database však uvádějí, že jde o celkovou výšku skalní stěny, kdežto samotný vodopád je vysoký pouze 479 metrů. Vodopád je široký okolo 15 metrů, nejvíc vody má od února do dubna, kdy průtok dosahuje až 6 m³/s.
V okolí vodopádu byl vyhlášen národní park. Pro turisty zde byl vybudován vyhlídkový visutý most, lanový skluz a bungee jumping.